# Itbayat
Itbayat is een gemeente en een eiland in de Filipijnse provincie Batanes. Bij de laatste census in 2007 had de gemeente ruim drieduizend inwoners.

## Geschiedenis
Itbayat kwam pas in het laatste deel van de Spaanse koloniale tijd in de invloedssfeer van de Spanjaarden. In 1855 werd er een missiepost gevestigd. Itabayat was in de resterende periode een zogenaamde pueblo (een kleine plaats in de gemeente, de zogenaamde poblacion). In 1909, toen de Amerikanen al enkele jaren de macht hadden overgenomen van de Spanjaarden, werd Itbayat een gemeentelijk district. In 1935 werd de gemeente Itbayat gesticht.
Het oog van tyfoon Ferdie trok op 14 september 2016 recht over het eiland.

## Geografie

### Topografie en landschap
De gemeente Itbayat bestaat uit het eiland Itbayat en enkele kleinere eilanden, zoals Diogo, Siayan en Mabudis, daaromheen. Het noordelijkste eiland van de gemeente is Mavudis, dat ongeveer 31 kilometer ten noorden van het hoofdeiland Itbayat ligt. Itabayat is de noordelijkste gemeente van de Filipijnen en ligt op zo'n 160 kilometer ten zuidzuidoosten van de zuidkust van Taiwan, 32 kilometer ten noordwesten van de provinciehoofdstad Basco en 690 kilometer ten noordnoordoosten van de Filipijnse hoofdstad Manilla.
Het hoofdeiland Itbayat wordt omgeven door grote rotsblokken en kliffen, die steil uit de zee omhoogrijzen tot zo'n 5 tot 25 meter boven de zeespiegel.

### Bestuurlijke indeling
De gemeente Itbayat is onderverdeeld in de volgende 5 barangays:
- Raele
- San Rafael
- Santa Lucia
- Santa Maria
- Santa Rosa

## Demografie
Itbayat had bij de census van 2007 een inwoneraantal van 3.069 mensen. Dit zijn 547 mensen (15,1%) minder dan bij de vorige census van 2000. De gemiddelde jaarlijkse groei komt daarmee uit op –2,24%, hetgeen geheel afwijkt van het landelijk jaarlijks gemiddelde over deze periode (2,04%). Vergeleken met de census van 1995 is het aantal mensen met 60 (1,9%) afgenomen.

De bevolkingsdichtheid van Itbayat was ten tijde van de laatste census, met 3.069 inwoners op 83,13 km², 36,9 mensen per km².